# 希望之鴿
《希望之鴿》，1990年中國電視公司八點檔連續劇，由曾華倩、李志奇、孫興、涂善妮、陳玉玫、馮光榮主演。本劇遠赴日本三重縣鳥羽市外景拍攝，是曾華倩與孫興到台灣發展拍的第一部作品，同時也是孫興的成名作。1990年9月12日至1990年11月6日每週一至週五晚上八點於中視頻道播出，1992年及1998年於中視頻道重播。2020年於YouTube「中視經典戲劇」重播，首集上線至2020年6月觀看次數已將近一萬次。趙詠華演唱主題曲〈希望之鴿〉，曾淑勤與電腦工程師李鳳翔對唱片尾曲〈纏綿〉。入圍第26屆金鐘獎電視金鐘獎剪輯獎，入圍者為賴金泰。

## 故事大綱
一位來自台灣的年輕人黎子涵(李志奇飾)在一次日本行，認識了一位日本少女小泉聖美(曾華倩飾)，而雙雙墜入愛河；但黎父為了兒子的前途，阻止兩人交往。心儀聖美多年的原田浩二(孫興飾)一心想把聖美佔為己有，而不擇手段地迫逼聖美嫁給他…

## 演員表

### 主要演員
| 演員   | 角色     | 關係                                                                                                 |
| 曾華倩 | 小泉聖美 | 孝雄與愛華的獨生女，與子涵邂逅相戀。                                                                 |
| 李志奇 | 黎子涵   | 台灣律師，在日本與聖美邂逅後便一見鍾情，而深愛聖美的浩二更是多番阻擾，甚而導致子涵喪失記憶辜負聖美。 |
| 孫興   | 原田浩二 | 原田健的義子。深愛著聖美，不擇手段想要得到她；而他痴心的付出，讓聖美對他由怨生憐。                   |
| 涂善妮 | 葉水心   | 精神科醫師。因子涵腦部受傷喪失記憶力，而與子涵相戀、結婚，並育有一女。                               |
| 陳玉玫 | 小林夏子 | 日本藝妓，聖美的好朋友，愛的是深愛著聖美的浩二。                                                     |

### 其他演員
| 演員           | 角色     | 關係                                   |
| 馮光榮         | 白大偉   | 子涵的好朋友，喜歡夏子，憎恨浩二。     |
| 孟元           | 黎父     |                                        |
| 關毅           | 黎母     |                                        |
| 劉長鳴         | 原田健   | 浩二的義父。                           |
| 趙學煌         | 小泉孝雄 | 聖美的父親。                           |
| 李靜美         | 小泉愛華 | 聖美的母親。                           |
| 陳彥儒         | 原田清一 | 子涵與聖美的兒子，與浩二有深厚的感情。 |
| 蔡亞臻（糖糖） | 黎明雪   | 子涵與水心的女兒。                     |

## 製作團隊
- 製作人：朱朱
- 編審：蔣子安
- 編劇：夏美華
- 執行製作：陳道龍
- 戲劇指導（導演）：鞠覺亮
- 外景副導演：劉安東、王野
- 製作助理：林富子、曾壤賢、李東海
- 外景攝影：陳家俊
- 攝影助理：周志文
- 外景燈光：蘇良志、吳章煉、王淑志
- 剪輯：賴金泰
- 道具：劉正亮、陳世芳、黃義彰

## 拍攝場景
- 台北市日僑學校
- 岐阜県高山市の奥飛騨温泉郷岡田旅館(第二集)
- 台北市中華路一段人行天橋
- 中華商場
- 名古屋機場

## 同時段節目
- 台視《末代兒女情》
- 華視《大兵日記/幾度春風幾度霜》

## 作品變遷
| 中視頻道 週一～五20:00~21:00     | 中視頻道 週一～五20:00~21:00                       | 中視頻道 週一～五20:00~21:00 |
| -------------------------------- | -------------------------------------------------- | ---------------------------- |
|                                  | 希望之鴿 (1990.09.12-1990.11.06)                   |                              |
| 浴火鳳凰 (1990.07.18-1990.09.11) | 親愛的，我把英雄變美人啦！ (1990.11.07-1990.12.21) |                              |